# صموئيل ميريل وودبريدج
صموئيل ميريل وودبريدج (بالإنجليزية: Samuel Merrill Woodbridge)‏ هو كاتب أمريكي، ولد في 5 أبريل 1819 في نيو برونزويك في الولايات المتحدة، وتوفي في 23 يونيو 1905.